# Mesnay
Mesnay é uma comuna francesa na região administrativa de Borgonha-Franco-Condado, no departamento de Jura. Estende-se por uma área de 8,32 km². Em 2010 a comuna tinha 595 habitantes (densidade: 71,5 hab./km²).